# Human Cargo
Human Cargo is een Amerikaanse misdaadfilm uit 1936 onder regie van Allan Dwan. In Nederland werd de film destijds uitgebracht onder de titel Menschensmokkelaars.

## Verhaal
Bonnie Brewster en Packy Cambell zijn journalisten van twee concurrerende kranten. Ze gaan samenwerken om een bende mensensmokkelaars op te rollen. In de haven van Vancouver gaan ze aan boord van een schip met illegalen, maar ze worden er herkend door de criminelen.

## Rolverdeling
| Acteur         | Personage          |
| -------------- | ------------------ |
| Claire Trevor  | Bonnie Brewster    |
| Brian Donlevy  | Packy Campbell     |
| Alan Dinehart  | Lionel Crocker     |
| Ralph Morgan   | Advocaat Carey     |
| Helen Troy     | Susie              |
| Rita Hayworth  | Carmen Zoro        |
| Morgan Wallace | Gilbert Fender     |
| Herman Bing    | Fritz Schultz      |
| John McGuire   | Spike Davis        |
| Ralf Harolde   | Tony Sculla        |
| Wade Boteler   | Bob McSweeney      |
| Harry Woods    | Ira Conklin        |
| Wilfred Lucas  | Politiecommissaris |